# Hammershus
El Hammershus és la fortificació medieval més gran d'Europa del Nord, situada a 74 metres (243 peus) sobre el nivell del mar a Hammeren, la punta nord de l'illa de Bornholm, al Mar Bàltic de Dinamarca.
Erigit al segle xiii, es va creure durant molt temps que el castell va ser construït com una residència privada per a l'arquebisbe de Lund. No obstant això, noves evidències trobades a les ruïnes del castell, suggereixen que va ser construït a principis de segle com a residència real de Valdemar II de Dinamarca i com una base per als croats danesos, segons Kjeld Borch Westh, superintendent del Museu nacional de Dinamarca.

## Galeria

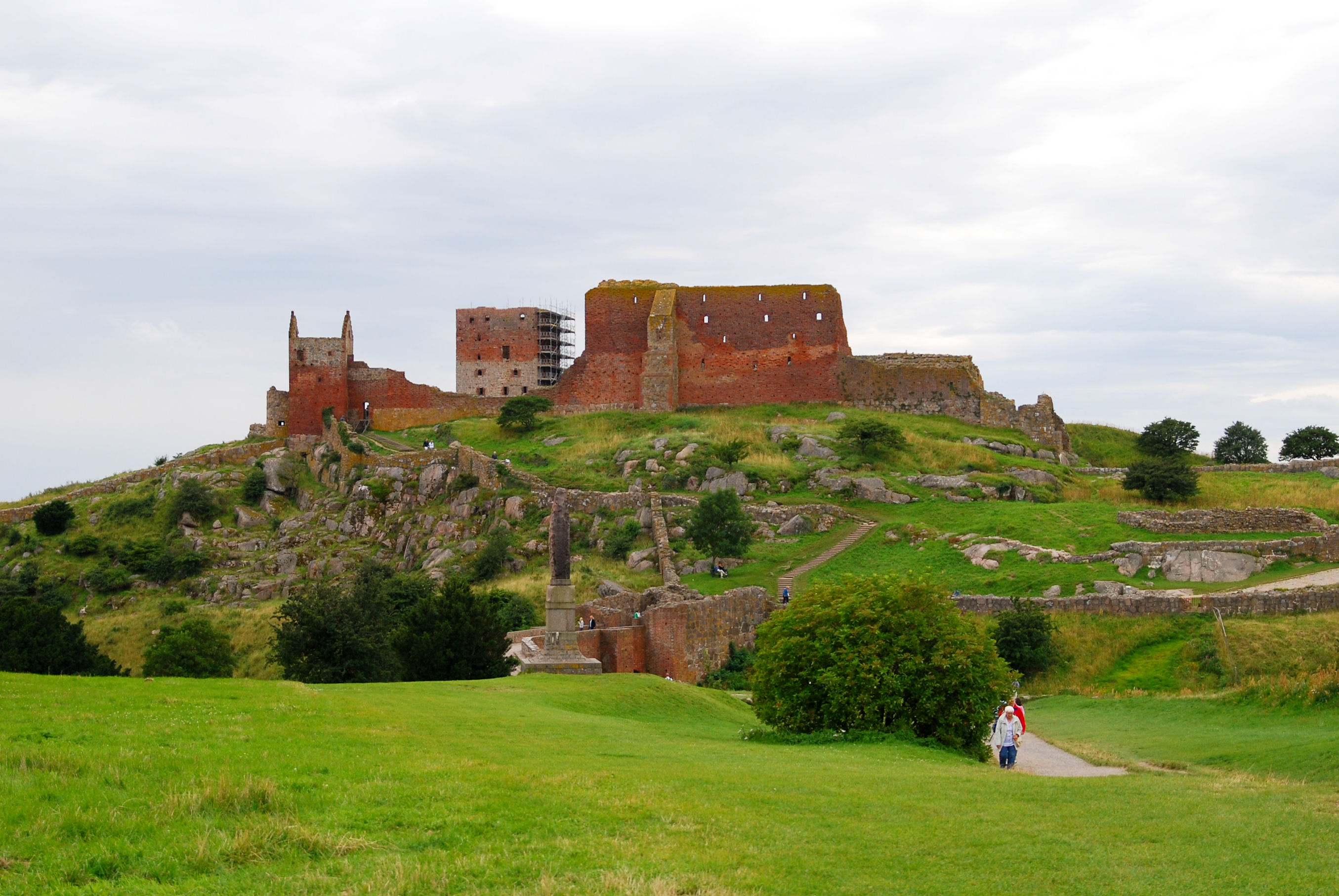
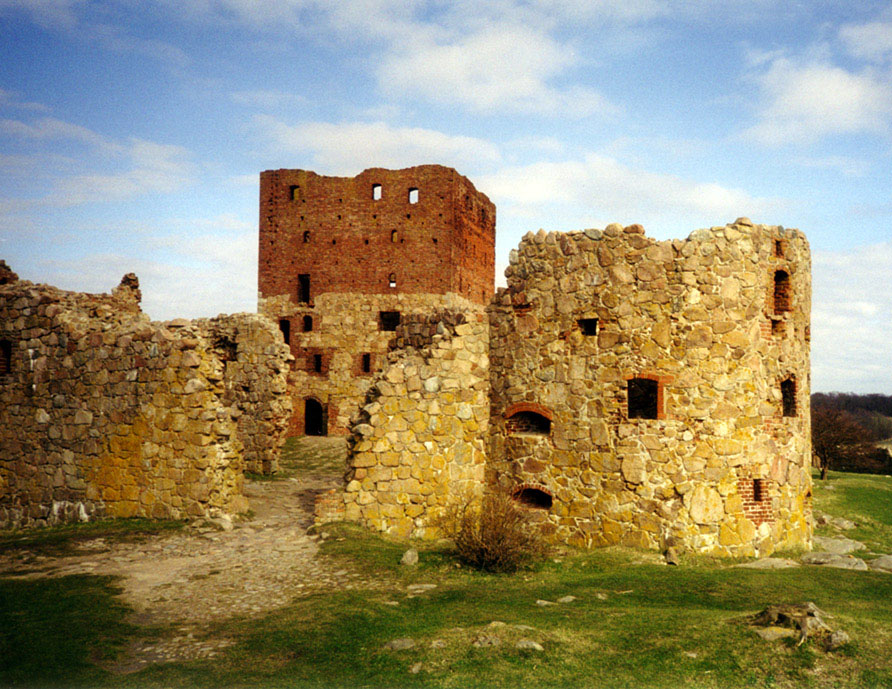
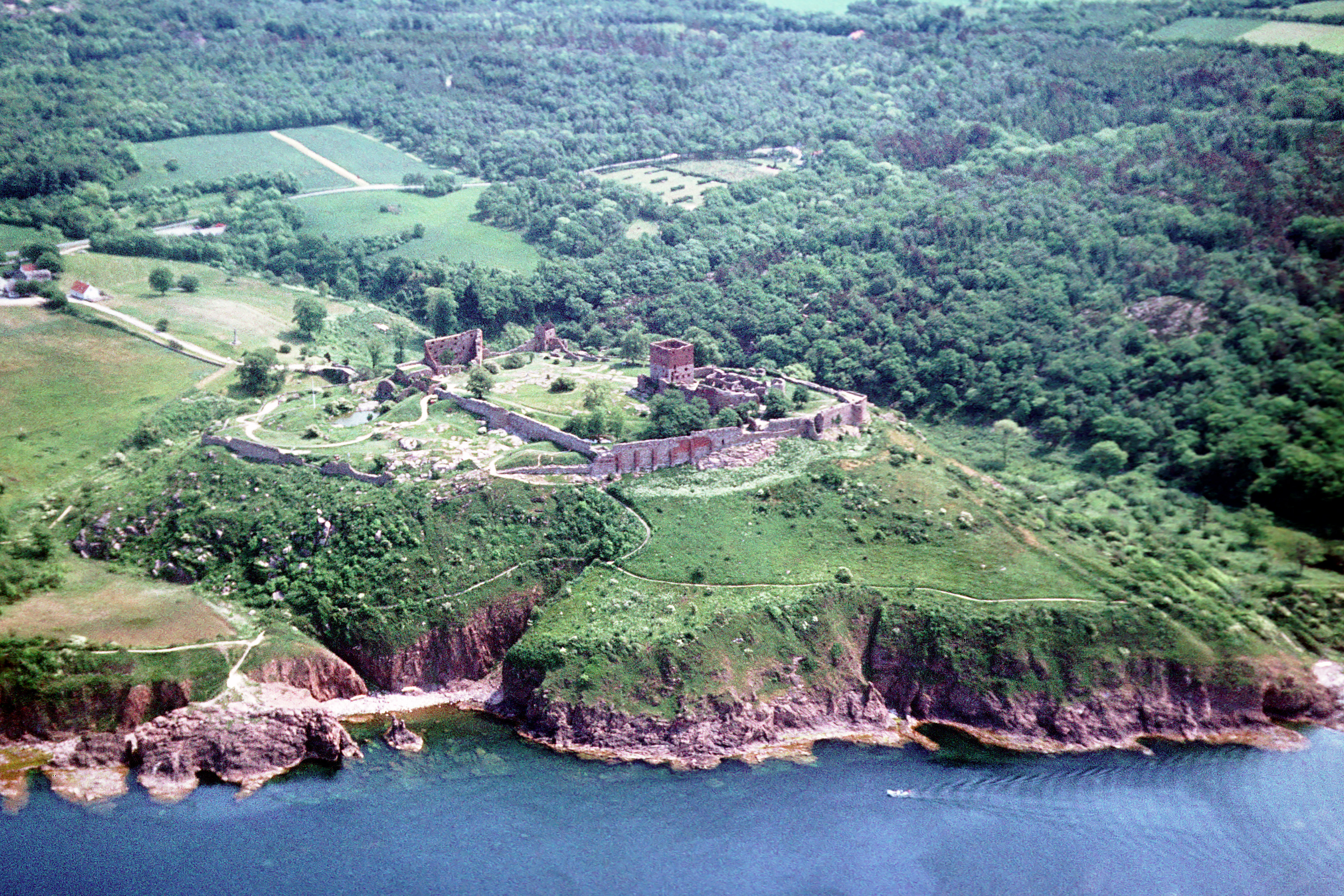
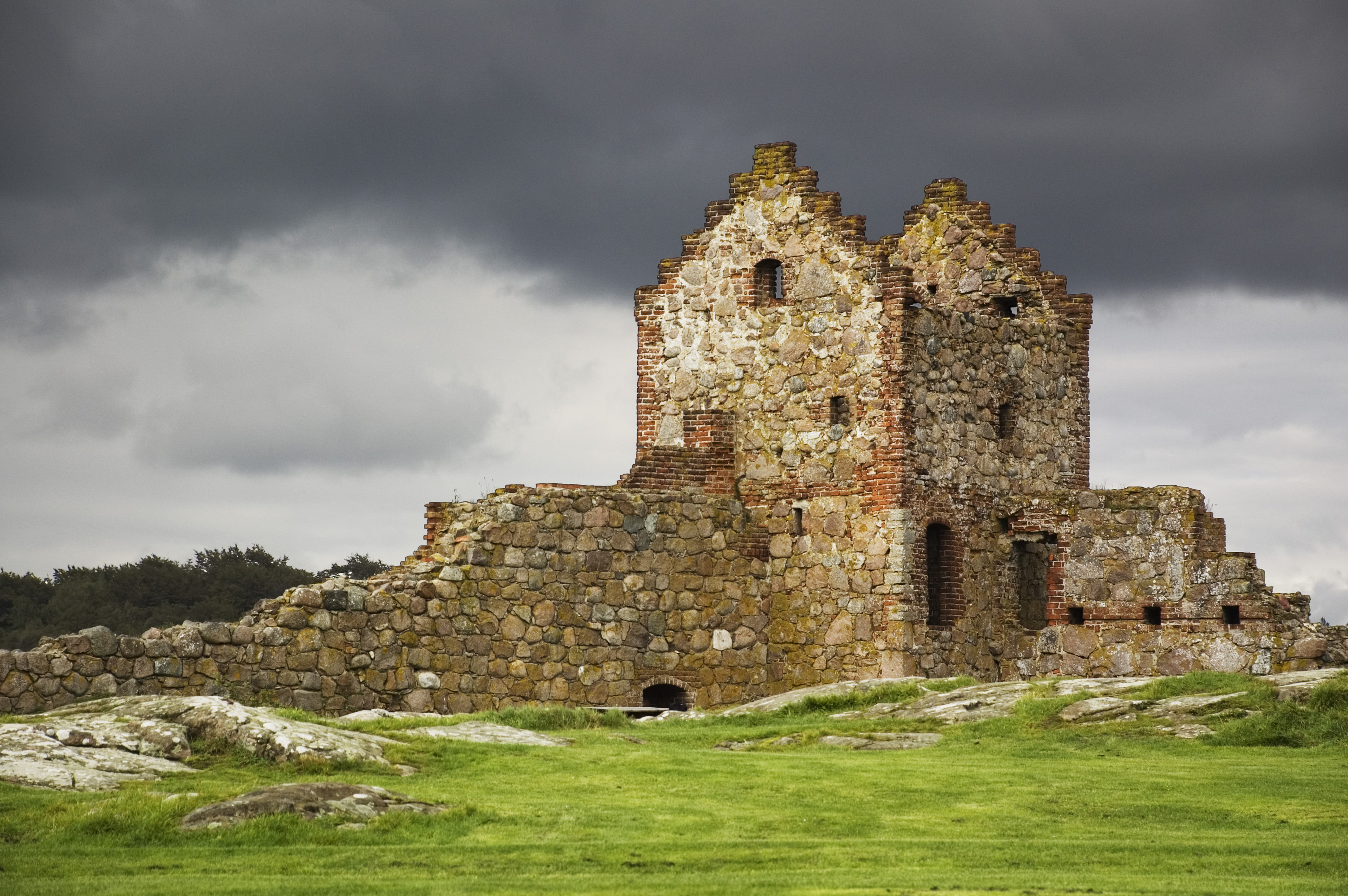